# Friedhelm Ptok
Friedhelm Ptok (* 7. August 1933 in Hamburg) ist ein deutscher Schauspieler, Synchronsprecher sowie Hörspiel- und Hörbuchsprecher.

## Leben
Ptok absolvierte als junger Mann nach dem Willen seines Vaters eine Buchdruckerlehre, bevor er allerdings gegen dessen Wunsch eine private Schauspielausbildung absolvierte. Nach der Abschlussprüfung trat er 1957 sein erstes Engagement an der Niederdeutschen Bühne der Stadt Flensburg an.
Von 1959 bis 1962 war er am Theater Ulm unter Kurt Hübner beschäftigt, danach gehörte er bis 1965 zum Ensemble des Theaters der Freien Hansestadt Bremen. Von 1965 bis 1969 agierte er an den Münchner Kammerspielen, von 1969 bis 1972 am Deutschen Schauspielhaus in Hamburg. 1972 wurde er von den Staatlichen Schauspielbühnen Berlin unter Vertrag genommen.
Als Synchronsprecher lieh er u. a. Ralph Bellamy (Orchid, der Gangsterbruder), John Cleese (Frankenstein), Derek Fowlds (Yes Minister), Joel Grey (Dallas), Jeremy Irons (Betrug), James Mason (Pandora und der Fliegende Holländer), Ian McDiarmid (als Imperator bzw. Kanzler / Senator Palpatine in fünf der Star-Wars-Filme) und dem depressiven Roboter Marvin in dem Film Per Anhalter durch die Galaxis seine Stimme. In V wie Vendetta synchronisierte er den von John Standing gespielten Bischof Anthony James Lilliman. Er sprach die Figur Palpatine auch in den Animationsserien Star Wars: Clone Wars, Star Wars: The Clone Wars, Star Wars Rebels, Star Wars: The Bad Batch und in den Hörspiel-Umsetzungen von James Lucenos Romanen Labyrinth des Bösen und Dunkler Lord: Der Aufstieg des Darth Vader.
In einem Interview gab Ptok an, dass ihm das Schauspiel am meisten Freude bereite, wobei er daran vor allem den gemeinschaftlichen Aspekt zwischen Ensemblemitgliedern und die Beziehung zwischen Darstellern und Publikum schätze.

## Filmografie (Auswahl)
- 1964: Hafenpolizei – Schmerzensgeld
- 1967: Das Kriminalmuseum – Die Zündschnur
- 1968: Die schwarze Sonne
- 1971: Hamburg Transit – Ein Strich durch die Rechnung
- 1972: Freizeitraum, Bau 2
- 1972: Strohfeuer
- 1972–1973: Die Melchiors
- 1978: Zwischen zwei Kriegen
- 1980: Kaltgestellt
- 1981: Flucht aus London
- 1982: Der kleine Bruder
- 1986: Christian Rother – Bankier für Preußen
- 1988: Ein Fall für zwei (Folge: Wer Gewalt sät…)
- 1990: Kartoffeln mit Stippe
- 1992: Unser Lehrer Doktor Specht
- 1993: Immer wieder Sonntag
- 1994: Der Nachlaß
- 1994: Ihre Exzellenz, die Botschafterin (Fernsehserie, 6 Folgen)
- 1996: Alarmcode 112
- 1998: Das Traumschiff
- 1999: Der Landarzt
- 1999: Der Clown
- 2000: Alarm für Cobra 11 – Die Autobahnpolizei
- 2000: Die Motorrad-Cops – Hart am Limit
- 2001: 1000 Meilen für die Liebe
- 2003: Der letzte Zeuge
- 2003: Stefanie – Eine Frau startet durch
- 2003: alphateam – Die Lebensretter im OP
- 2003: Dr. Sommerfeld – Neues vom Bülowbogen
- 2003: Stadtgeschichten
- 2003: Poltergeist
- 2004: Delphinsommer
- 2005–2006: Julia – Wege zum Glück als Werner Gravenberg (131 Kapitel)
- 2005: M.E.T.R.O. – Ein Team auf Leben und Tod
- 2006: Inga Lindström: Die Frau am Leuchtturm
- 2006: Löwenzahn (Folge: Tauchen – Bucht der versunkenen Schätze)
- 2007: Schloss Einstein
- 2007: Unser Charly
- 2008–2009: Rote Rosen
- 2009: Die Rosenheim-Cops (Folge: Ein Hai weniger)
- 2009: Die Rosenheim-Cops (Folge: Tod eines ehrenwerten Mannes)
- 2009: Stubbe – Von Fall zu Fall: In den Nebel
- 2009: Ein Hausboot zum Verlieben
- 2010: Danni Lowinski (Folge: Klassenkampf)
- 2010: Die Rosenheim-Cops (Folge: Auf den Hund gekommen)
- 2010: Bei manchen Männern hilft nur Voodoo
- 2010: Ich bin eine Terroristin
- 2011: Die Rosenheim-Cops (Folge: Der Blumenmörder von Rosenheim)
- 2014: Heiter bis tödlich: Hauptstadtrevier (Folge: Die lieben Kollegen)
- 2014: Mein Lover, sein Vater und ich!
- 2015: Nord bei Nordwest – Der wilde Sven
- 2020: Ein Sommer an der Moldau
- 2020: Tatort: Ein paar Worte nach Mitternacht
- 2022: Blutige Anfänger (Folge: Treibjagd)

## Synchronrollen (Auswahl)
Ian McDiarmid
- 1999: als Senator Palpatine in Star Wars: Episode I – Die dunkle Bedrohung
- 2002: als Kanzler Palpatine / Darth Sidious in Star Wars: Episode II – Angriff der Klonkrieger
- 2005: als Kanzler Palpatine / Darth Sidious in Star Wars: Episode III – Die Rache der Sith
- 2018: als Imperator Palpatine / Darth Sidious in Star Wars Rebels
- 2019: als Imperator Palpatine / Darth Sidious in Star Wars: Der Aufstieg Skywalkers
- 2020: als Imperator Palpatine / Darth Sidious in Star Wars: The Clone Wars
- 2021–2024: als Imperator Palpatine / Darth Sidious in Star Wars: The Bad Batch
- 2022: als Imperator Palpatine / Darth Sidious in Obi-Wan Kenobi
- 2022: als Sheev Palpatine / Darth Sidious in Star Wars: Geschichten der Jedi

Derek Jacobi
- 2011: als Prolog-Erzähler in Anonymus
- 2015: als König in Cinderella
- 2017: als Edward Henry Masterman in Mord im Orient Express
- 2019: als Joseph Wright in Tolkien
- 2019: als Edward VIII. in The Crown
- 2022: als Erasmus Fry in Sandman

### Filme
- 1982: Giovanni Cianfriglia als Schläger in Banana Joe
- 1988: Michael Redgrave als Maxwell Frere in Traum ohne Ende
- 1988: Michael Murphy als John Triplette in Nashville
- 1991: Roshan Seth als Jay in Mississippi Masala
- 1994: Skip Martin als der Zwerg in Zirkus des Todes
- 2000: Dermot Crowley als Douglas McDermont in Die Legende von Bagger Vance
- 2005: Alan Rickman als Marvin in Per Anhalter durch die Galaxis
- 2008: Ian Abercrombie als Kanzler Palpatine/Darth Sidious in Star Wars: The Clone Wars
- 2019: John Kani als Rafiki in Der König der Löwen
- 2021: Alastair Duncan als Alfred Pennyworth in Batman: The Long Halloween, Teil 1
- 2022: Charles Dance als Herbert Kitchener in The King's Man: The Beginning
- 2023: John Gowans als Ward Evans in Oppenheimer

Ptok spricht ebenfalls die Synchronstimme von Ian McDiarmid als Imperator Palpatine in Star Wars: Episode V – Das Imperium schlägt zurück seit der 2004 veröffentlichten Überarbeitung.

### Serien
- 1969: Fred Beir als Scott Rogers in FBI
- 1981: Raymond Singer als Lester in Boomer, der Streuner
- 1985: Herb Edelman als Burglar in Happy Days
- 1998: Jeffrey DeMunn als Henry Gardener in Immer wieder Fitz
- 2005–2007: Brian Cox als Jack Langrishe in Deadwood
- 2008–2014: Ian Abercrombie (Staffel 1–4) und Tim Curry (Staffel 5–6) als Imperator Palpatine / Darth Sidious in Star Wars: The Clone Wars
- 2013: George Takei als Onkel Choi in Hawaii Five-0
- 2015: Sam Witwer als Imperator Palpatine / Darth Sidious in Star Wars Rebels
- 2021: Hugo Speer als Lieutenant Bohdan in Shadow and Bone – Legenden der Grisha

## Hörbücher (Auswahl)
- Erich Kästner:  Fabian – Die Geschichte eines Moralisten, Deutsche Grammophon Literatur, 1998.
- Georges Simenon: Maigret und die alte Dame, Diogenes Verlag, 2006
- Georges Simenon: Maigret und der gelbe Hund, Diogenes Verlag, 2006
- Georges Simenon: Maigret kämpft um den Kopf eines Mannes, Diogenes Verlag, 2006
- Georges Simenon: Maigret und die Keller des „Majestic“, Diogenes Verlag, 2008
- Georges Simenon: Fünf Fälle für Maigret, Diogenes Verlag, 2009
- Timo Parvela: Ella in der Schule, Igel-Records, 2008
- Timo Parvela: Ella in der zweiten Klasse, Igel-Records, 2009
- Timo Parvela: Ella auf Klassenfahrt, Igel-Records, 2009
- James Krüss: Die Fabelinsel (Gekürzte Lesung), Der Audio Verlag, 2010
- Timo Parvela: Ella und der Superstar, Igel-Records, 2010
- Timo Parvela: Ella in den Ferien, Igel-Records, 2011
- Märchen der Brüder Grimm, Igel-Records, 2011
- James Krüss: Die Weihnachtsmaus (Gekürzte Lesung), Der Audio Verlag, 2011
- Timo Parvela: Ella und die falschen Pusteln, Igel-Records, 2012
- Katharina Neuschaefer: Die schönsten Sagen aus aller Welt, Igel-Genius, 2012
- Theodor Storm: Mondschein über dem Deich, Igel-Records, 2012
- Timo Parvela: Ella und der Neue in der Klasse, Igel-Records, 2013
- Timo Parvela: Ella und das große Rennen, Igel-Records, 2013
- Agatha Christie: Mord im Orientexpress, der Hörverlag, 2014 (Audible), ISBN 978-3-8445-1482-7 (Hörbuch-Download)
- Theodor Storm: Immensee und Pole Poppenspäler, Der Audio Verlag, 2015
- Jenny Erpenbeck: Gehen, ging, gegangen, Hörbuch Hamburg, 2015
- Anke Kranendonk: Käpt'n Kalle, Sauerländer Audio, 2016
- Una McCormack: Die letzte und einzige Hoffnung: Star Trek – Picard (Hörbuch-Download), Lübbe Audio, 2020, ISBN 978-3-8387-9479-2
- Octave Uzanne: Das Ende der Bücher (gemeinsam mit Jochen Hörisch), Argon Verlag 2021, ISBN 978-3-8398-1891-6
- 2022: Liz Kessler: Als die Welt uns gehörte, Argon Verlag, ISBN 978-3-8398-4403-8 (mit Julian Greis, Fritzi Haberlandt & Walter Kreye)
- 2023: Aharon Appelfeld: Geschichte eines Lebens, Der Audio Verlag, ISBN 978-3-7424-2857-8

## Hörspiele und Features (Auswahl)
- 1990: Peter Zeindler: Die Meisterpartie – Regie: Hans Gerd Krogmann (Kriminalhörspiel – SWF)
- 1992: Rodney David Wingfield: Viel Frust für Frost – Regie: Klaus Wirbitzky (Kriminalhörspiel – WDR)
- 1994: Horst Bosetzky: Volles Risiko (Mannhardt) – Regie: Albrecht Surkau (Kriminalhörspiel – DLR)
- 1997: Robert Louis Stevenson: Dr Jekyll and Mr. Hyde – Regie: Annette Kurth (WDR)
- 1998: Simone Schneider: Malaria. Regie: Annette Jainski (Hörspiel – DLR)
- 1999: Alexander Kluge: Pieta´ - Regie: Annette Kurth
- 2000 Francis Durbridge: Tief in der Nacht – Regie: Christoph Dietrich (Kriminalhörspiel – MDR)
- 2000: Thomas Mann: Der Zauberberg – BR, Regie: Ulrich Lampen
- 2002: May B. Lund: Fingerübungen – Bearbeitung und Regie: Irene Schuck (Kriminalhörspiel – DLR Berlin)
- 2002: Samuel Shem: House of God (Dad) – Regie: Norbert Schaeffer (Hörspiel – MDR)
- 2003: Georges Simenon: Maigret und das Schattenspiel, Hier irrt Maigret, Maigrets Nacht an der Kreuzung, Mein Freund Maigret, Maigret und der verstorbene Monsieur Gallet, Maigret und der Gehängte von Saint-Pholien, Maigret und die Keller des „Majestic“, Maigret in Kur. Regie: Judith Kuckart, Susanne Feldmann, SFB-ORB/MDR/SWR.
- 2003: Ludwig Fels: Lappen hoch – Regie: Annette Kurth (WDR)
- 2004: Rolf Schneider: Die Affäre d’Aubray (Dr. Moreau) – Regie: Walter Niklaus (Hörspiel – MDR/RBB)
- 2004: Anton Tschechow: Das Leben in Fragen und Ausrufen – Bearbeitung und Regie: Irene Schuck (Hörspiel – NDR Kultur)
- 2006: Tom Peuckert: Der fünf Minuten Klassiker – Regie: Beate Rosch (Hörspiel (Teil 4, 5, 8 und 10) – RBB)
- 2006: Peter Stamm: Treibgut – Regie: Andrea Getto (Hörspiel – RBB)
- 2006–2007: James Luceno: Star Wars: Labyrinth des Bösen – Regie und Drehbuch: Oliver Döring (Hörspiel nach dem Roman Labyrinth des Bösen)
- 2007: Bill Fitzhugh: Der Kammerjäger – Regie: Irene Schuck (Hörspiel – DKultur)
- 2008: Heiner Grenzland: Tsunami über Deutschland – Musik und Regie: Heiner Grenzland (Original-Hörspiel, Science-Fiction-Hörspiel – RBB)
- 2008: James Luceno: Star Wars: Dark Lord – Regie und Drehbuch: Oliver Döring (Hörspiel nach dem Roman Dunkler Lord: Der Aufstieg des Darth Vader)
- 2009: John von Düffel: Die Unsichtbare Regie: Christiane Ohaus (Radio-Tatort – RB)
- 2009: Gustave Akakpo: Die Aleppo-Beule. Regie: Beatrix Ackers (Hörspiel – SR)
- 2010: Matthias Wittekindt: Störtebekers Rache Regie: Norbert Schaeffer (Radio-Tatort – NDR)
- 2010: Thilo Reffert: Australien, ich komme – Regie: Oliver Sturm (Kinderhörspiel – DKultur)
- 2010: Francis Durbridge: Das Halstuch – Regie: Hans Quest (Hörspiel mit Originaldialogen des Fernsehspiels – WDR / Der Audio Verlag)
- 2011: Hans Magnus Enzensberger: Album Regie: Christiane Ohaus (Hör-Collage nach dem gleichnamigen Buch – RB/DKultur)
- 2013: Ferdinand Kriwet: Radio-Revue oder „Ich bräuchte jemanden, der mich mir zurückgibt“ (1960/61) – Regie: Ferdinand Kriwet – (Hörspiel – DKultur/WDR)
- 2013: Hans Zimmer: Tauben fliegen nur nach Hause – Regie: Christine Nagel (Kinderhörspiel – DKultur)
- 2013: Jan Decker: Morgenland und Abendland – Regie: Giuseppe Maio (Feature – DKultur)
- 2013: Gert Roland Stiepel: Abschiedsgeschenk – Regie: Christoph Dietrich (Hörspiel – NDR)
- 2014: Otfried Preußler / Regine Stigloher: Der kleine Wassermann – Sommerfest im Mühlenweiher
- 2014: Joris-Karl Huysmans: Monsieur Bougran in Pension – Bearbeitung und Regie: Elisabeth Panknin (Hörspiel – DLF)
- 2014: Regina Leßner: Seitensprünge im Glockenturm (die Kunst des „change ringing“) (Feature – DKultur)
- 2017: Ödön von Horvath: Niemand – Regie: Annette Kurth (ORF/WDR)
- 2017: Jamie Mason: Ins Gras beißen die anderen (Erzähler) – Regie: Irene Schuck (Deutschlandradio Kultur/NDR)
- 2020 (Audible): Star Wars – Angriff der Klonkrieger. Das Original-Hörspiel zum Kinofilm als Palpatine/Darth Sidious
- 2021: T.S. Orgel: Die Schattensammlerin – Dichter und Dämonen 1 (Hörspiel, u. a. mit Tanja Geke), Random House Audio, ISBN 978-3-8371-5821-2
- 2021: Markus Winter: Howard Phillips Lovecraft – Chroniken des Grauens. Akte 5 – Cthulhus Ruf – Regie: Markus Winter (WinterZeit)
- 2021: Kai Meyer: Sieben Siegel (Staffel 2, Audible-Hörspielserie) als Ansager
- 2022: Carola Lowitz & Susanna Mewe: Harper Green (Audible-Hörspielserie, Staffel 1)

## Videospiele
- 2008: Star Wars: The Force Unleashed (Stimme von Imperator Palpatine/Darth Sidious)
- 2015: Star Wars Battlefront (Stimme von Imperator Palpatine/Darth Sidious)
- 2017: Star Wars: Battlefront II (Stimme von Imperator Palpatine/Darth Sidious)
- 2019: Star Wars Jedi: Fallen Order (Stimme von Imperator  Palpatine/Darth Sidious)